# Okręg wyborczy North West Norfolk
Okręg wyborczy North West Norfolk powstał w 1974 roku i wysyła do brytyjskiej Izby Gmin jednego deputowanego. Okręg położony jest w hrabstwie Norfolk i obejmuje jego północno-zachodnią część.

## Deputowani do brytyjskiej Izby Gmin z okręgu North West Norfolk
- 1974–1983: Christopher Brocklebank-Fowler, Partia Konserwatywna (do 1981), Partia Socjaldemokratyczna
- 1983–1997: Henry Bellingham, baron Bellingham, Partia Konserwatywna
- 1997–2001: George Turner, Partia Pracy[2]
- 2001–2019: Henry Bellingham, baron Bellingham, Partia Konserwatywna
- 2019–    : James Wild, Partia Konserwatywna[3]